# Krapkowice Otmęt
Krapkowice Otmęt – dawny przystanek osobowy w Krapkowicach, w dzielnicy Otmęt; w województwie opolskim, w Polsce. Przystanek w Otmęcie został zbudowany w 1930. Znajdował się na linii Gogolin – Prudnik. Przewozy pasażerskie na niej zawieszono w 1991 roku. W roku 1997 powódź zniszczyła most kolejowy na linii, w efekcie przystanek był połączony wyłącznie z Gogolinem.
Budynek dworca został w całości zamieniony na dom mieszkalny. Jest to jeden z nielicznych dworców modernistycznych na Opolszczyźnie.
W wykazie stacji i przystanków kolejowych Urzędu Transportu Kolejowego z 2020 roku Krapkowice Otmęt nie pojawiają się.